# US Open 1961 (Badminton)
Die US Open 1961 im Badminton fanden Anfang April 1961 in Long Beach im Long Beach City College statt. Sie waren in diesem Jahr gleichzeitig auch die nationalen Titelkämpfe.

## Finalergebnisse
| Disziplin    | Sieger                   | Finalist                        | Ergebnis          |
| ------------ | ------------------------ | ------------------------------- | ----------------- |
| Herreneinzel | Jim Poole                | Bill W. Berry                   | 15-9, 17-18, 15-2 |
| Dameneinzel  | Judy Hashman             | H. McGregor Stewart             | 11-2, 11-3        |
| Herrendoppel | Joe Alston Wynn Rogers   | Michael Hartgrove Alan Mahaffey | 15-8, 15-9        |
| Damendoppel  | Judy Hashman Sue Peard   | Lois Alston Helen Tibbetts      | 15-11, 15-3       |
| Mixed        | Wynn Rogers Judy Hashman | Joe Alston Lois Alston          | 18-13, 15-2       |